# Morris Stevenson
Morris Stevenson (Tranent, 16 de abril de 1943 - Tranent, 22 de julio de 2014) fue un futbolista británico que jugaba en la demarcación de delantero.

## Biografía
Debutó en 1960 como futbolista con el Motherwell FC. Jugó durante dos temporadas, y tan solo doce partidos, llegando a marcar tres goles. Tras un breve paso por el Hibernian FC, fichó por el Greenock Morton FC. Con el equipo ganó la Primera División de Escocia la temporada de su debut. Y tras seis años, llegando a marcar 26 goles en 162 partidos, se fue traspasado al Luton Town FC. También jugó para el Dundee United FC y para el Berwick Rangers FC, con quien se retiró en 1973.
Falleció el 22 de julio de 2014 a los 71 años de edad.

## Clubes
| Club               | País       | Año         | Partidos | Goles |
| ------------------ | ---------- | ----------- | -------- | ----- |
| Motherwell FC      | Escocia    | 1960 - 1962 | 12       | 3     |
| Hibernian FC       | Escocia    | 1962 - 1963 | 20       | 4     |
| Greenock Morton FC | Escocia    | 1963 - 1969 | 162      | 26    |
| Luton Town FC      | Inglaterra | 1969        | 1        | 0     |
| Dundee United FC   | Escocia    | 1969 - 1972 | 32       | 3     |
| Berwick Rangers FC | Inglaterra | 1972 - 1973 | 5        | 0     |

## Palmarés

### Campeonatos nacionales
| Título                      | Club               | País    | Año  |
| --------------------------- | ------------------ | ------- | ---- |
| Primera División de Escocia | Greenock Morton FC | Escocia | 1964 |